# Castel Volturno
Castel Volturno község (comune) Olaszország Campania régiójában, Caserta megyében.

## Fekvése
A megye délnyugati részén fekszik, Nápolytól 35 km-re északnyugatra valamint Caserta városától 35 km-re nyugati irányban. Határai: Cancello e Arnone, Giugliano in Campania, Mondragone és Villa Literno. A Campaniai-síkság északi végében fekszik, a Volturno folyó torkolatának bal oldalán.

## Története
A települést az ókor során alapították az etruszkok Volturnum név alatt. A második pun háború idején (i. e. 215) a rómaiak megerősítették, és a Hannibalt támogató Capua városa elleni hadibázisként használták. I. e. 194-ben Volturnum római kolónia lett. A város első hídja a Volturno folyón keresztül Domitianus császár uralkodása idején épült fel.
A kereszténység terjedésével a 4. században Volturnum is püspöki székhely lett. 841-ben a szaracénok elpusztították. 856-ban a longobárdok elkezdték egy új erődítmény építését az római híd egyik partközeli ívén. A település a normann Aversai Grófság, majd 1128 után a Monte Cassinó-i bencés apátság birtoka lett. 1206-ban II. Frigyes a capuai érsekségnek ajándékozta a birtokot, amely az elkövetkező évszázadokban a többször is tulajdonost váltott az éppen uralkodó király érdekei függvényében. A település 1812-ben vált önállóvá Két Szicília Királyságán belül. A településnek az 1950-es évekig halászfalu jellege volt. Az új Volturnót átívelő híd megépítése következtében gazdasága fellendült, ehhez hozzájárult két tengerparti üdülőtelep (Vilaggio Coppola Pinetamare és Baia Verde).

## Népessége
A népesség számának alakulása:

## Főbb látnivalói
- Castello (középkori vár romjai)
- San Rocco-templom
- Santa Maria Annunziata-templom
- San Castrese-kápolna
- Torre di Patria (középkori őrtorony)